# Hearts on Fire (singel)
Hearts on Fire – czwarty singel szwedzkiego zespołu Hammerfall. Utwór trzeci został zarejestrowany podczas Wacken Open Air w 2001 roku.

## Lista utworów
1. "Hearts On Fire" - 03:53
2. "We're Gonna Make It" (cover Twisted Sister) - 03:36
3. "Heeding The Call (live)" - 04:42
4. "Heeding The Call" (wideoklip, nagrany na żywo)

## Twórcy
- Joacim Cans - śpiew
- Oscar Dronjak - gitara, śpiew
- Stefan Elmgren - gitara, śpiew
- Magnus Rosén - gitara basowa
- Anders Johansson - perkusja